# Landesfeuerwehrverband Vorarlberg
Der Landesfeuerwehrverband Vorarlberg wurde als eine Körperschaft des öffentlichen Rechts mit Rechtspersönlichkeit und mit Sitz in Bregenz gegründet. Der heutige Sitz ist in Feldkirch. Dem Landesfeuerwehrverband gehören alle im Land Vorarlberg aufgestellten Orts- und Betriebsfeuerwehren, alle im Land tätigen Feuerversicherungsunternehmungen und alle Ehrenmitglieder des Verbandes an. Er hat die Aufgabe, die feuerpolizeilichen Interessen des Landes wahrzunehmen und zu fördern, insbesondere die Beratung und Unterstützung der Behörden, die fachliche Schulung und Vertretung der Feuerwehrmänner, die Ehrung ihrer besonderen Verdienste und ihre Unterstützung, wenn sie in Erfüllung ihrer Pflicht zu Schaden kommen. Die Tätigkeit des Landesfeuerwehrverbandes unterliegt hinsichtlich ihrer Gesetz- und Satzungsmäßigkeit der Aufsicht der Landesregierung.

## Geschichte
Nach dem Ende des Zweiten Weltkrieges wurden von der Provisorischen Staatsregierung im Sinne des § 1 Abs. 2 des Verfassungsgesetzes vom 1. Mai 1945, StGBl. Nr. 6, über die Wiederherstellung des Rechtslebens in Österreich (Rechts-Überleitungsgesetz) die Rechtsvorschriften des Deutschen Reiches auf dem Gebiete des Feuerlöschwesens aufgehoben. Die Feuerschutzpolizei wurde als staatliche Einrichtung aufgelöst. Ihre Aufgaben übernahmen nach den Bestimmungen der einschlägigen Gesetze wieder die Gemeinden.
Am 30. Oktober 1945 kam es zu einer Besprechung zwischen Landeshauptmann Ulrich Ilg und Vertretern der Vorarlberger Feuerwehren betreffend Wiederaufbau des Feuerwehrwesens im Lande. Waren vor dem Krieg noch zwei Feuerwehrverbände in Vorarlberg tätig (der bereits 1875 gegründete Vorarlberger Feuerwehrgauverband und Bregenzerwälder Gauverband für Feuerwehr- und Rettungswesen), wurde die Wiedererrichtung eines eigenen Verbandes für die Bregenzerwälder Feuerwehren von der Landesregierung im Hinblick auf die Größe des Landes abgelehnt. Mit der Führung eines provisorischen Landesfeuerwehrkommandos wurde Josef Mittempergher betraut. Den Feuerwehren der drei politischen Bezirke wurden – vorerst noch provisorisch – Bezirkskommandanten vorgestellt: in Bregenz Lothar Maier, in Feldkirch Josef Wellinger und in Bludenz Karl Ratt.
In den Jahren bis 1948 wurde intensiv an einer neuen Feuerpolizeiordnung für Vorarlberg gearbeitet, welche am 9. April 1949 in Kraft trat (LGBl. 16/1949) und, abgesehen von einigen wenigen Novellierungen, noch heute ihre Gültigkeit hat. Gleichzeitig mit diesem Gesetz trat die Durchführungsverordnung (LGBl. 17/1949) in Kraft, mit welcher bis zur Bestellung der Bezirksfeuerwehrinspektoren und der Konstituierung des Landesfeuerwehrverbandes eine provisorische Verbandsleitung zu bestellen war, die mit der Durchführung der vorbereitenden Arbeiten betraut wurde. Nach Abschluss dieser Vorarbeiten wurde beim ersten Verbandstag am 17. Juli 1949 in Hohenems Josef Mittempergher zum Landesfeuerwehrinspektor und Vorsitzenden des Landesfeuerwehrverbandes Vorarlberg bestellt. Aufbau, Aufgaben und Dienstbetrieb wurden durch die von der Landesregierung erlassene Satzung (Anhang IV zu LGBl. Nr. 17/1949) näher geregelt.

## Aufgaben
Der Landesfeuerwehrverband hat gemäß der Verordnung der Landesregierung zur Durchführung der Feuerpolizeiordnung die gesetzlich vorgesehene Aufgabe, die feuerpolizeilichen Interessen für den ganzen Bereich des Landes Vorarlberg unter Zusammenfassung aller ihnen dienenden Einrichtungen und Mittel wahrzunehmen und zu fördern. Ihm obliegt insbesondere:
- die Beratung und Unterstützung der Behörden bei der Schaffung und Durchführung der feuerpolizeilichen Vorschriften und bei der Verwendung der für feuerpolizeiliche Zwecke bereitgestellten öffentlichen Mittel,[3]
- die Aufdeckung der Ursachen von Schadenfeuern, die Einflussnahme auf die Erlassung von Brandverhütungsvorschriften und die Erziehung der Bevölkerung zur Mitarbeit an der Brandverhütung durch ständige Aufklärung und Mahnung,
- die Sorge für die möglichste Steigerung und dauernde Erhaltung der Leistungsfähigkeit der zur Brandbekämpfung aufgestellten Feuerwehren in Anpassung an die örtlichen Bedürfnisse und Möglichkeiten durch einheitliche Ausgestaltung, zweckmäßige Ausrüstung und fortgesetzte Einübung,[4]
- die fachliche Schulung vor allem der für führende Stellungen vorgesehenen Feuerwehrmänner und die Schaffung der hierzu erforderlichen Einrichtungen oder die Ermöglichung des Besuches geeigneter Schulungseinrichtungen anderer Länder,
- die Vertretung der allgemeinen Standesinteressen der Feuerwehrmänner, die Förderung ihrer Dienstfreude und Kameradschaft, die Ehrung ihrer besonderen Verdienste und ihre Unterstützung, wenn sie in Erfüllung ihrer Pflicht zu Schaden kommen.

Weiters hat der Landesfeuerwehrverband die Aufgaben
- einheitliche Dienstabzeichen gemäß § 31 Feuerpolizeiordnung[5] mit Genehmigung der Landesregierung für alle Feuerwehren des Landes Vorarlberg festzusetzen. Diese sind auf der linken Brustseite der Kleidung sichtbar zu tragen.[6]
- Für alle Feuerwehren im Land Vorarlberg die Voraussetzungen und Bedingungen für die Schulung und Übung im Gebrauch der Löscheinrichtungen und in der Lösung der im Brandfalle auftauchenden taktischen Aufgaben zu regeln.[7]
- Bestimmung einer ständig besetzten Stelle zur Entgegennahme von Feuerwehr-Notrufen zur Alarmweitergabe gemäß § 16 Abs. 3 der Verordnung der Landesregierung über die Beschaffenheit der Pflegeheime.[8]
- Erlassung von Weisungen für Druckwasserleitungen für die Entnahme von Löschwasser, die von den Gemeinden einzurichten sind,[9]
- einen Rechnungsabschluss über die Gesamtgebarung samt einem Tätigkeitsbericht der Landesregierung zur Überprüfung zu unterbreiten.[10]
- Der Landesfeuerwehrverband ist im Hinblick auf die Mittelverwendung des Landesfeuerwehrfonds, der von der Landesregierung verwaltet wird sowie in Hinblick auf die Auswahl des Landesfeuerwehrinspektors, anzuhören.[11]

Gemäß § 11 Abs. 1 der Verordnung der Landesregierung zur Durchführung der Feuerpolizeiordnung (Anlage IV: Satzung des Landesfeuerwehrverbandes Vorarlberg) und § 56 Abs 2 des Gesetzes über das Feuerpolizeiwesen im Lande Vorarlberg, ist als die zuständige Aufsichtsbehörde über die Tätigkeit des Landesfeuerwehrverbandes hinsichtlich ihrer Gesetz- und Satzungsmäßigkeit die Landesregierung, die auch gemäß Abs. 3 gesetz- oder satzungswidrige Beschlüsse und Verfügungen des Landesfeuerwehrverbandes außer Kraft setzen kann, berufen.

## Organe
Die Organe des Landesfeuerwehrverbandes sind der Verbandsvorsitzende, die Verbandsleitung und der Verbandstag. Der Verbandsvorsitzende ist der jeweilige Landesfeuerwehrinspektor (LFI). Dieser vertritt den Verband nach außen, führt die laufenden Geschäfte und die Geldgebarung, stellt den Jahresrechnungsabschluss und den Jahrestätigkeitsbericht zusammen, bereitet die Beratungsgegenstände für Verbandsleitung und den Verbandstag vor, hat deren Vorsitz inne und führt deren Beschlüsse durch. Die Bestellung des LFI, welcher hauptamtlich tätig ist, erfolgt durch den Landeshauptmann. Die nicht hauptamtlich tätigen Bezirksfeuerwehrinspektoren (BFI) werden von den Bezirkshauptmannschaften bestellt. Sie erhalten lediglich eine Aufwandsentschädigung. Die Bezirksvertreter werden dagegen von den Feuerwehren beim Verbandstag gewählt.
Der Verbandsleitung obliegt die Beratung und Beschlussfassung in allen grundsätzlichen und wichtigen Angelegenheiten des Verbandes, insbesondere die Aufstellung des Haushaltsplanes, Überprüfung des Jahresrechnungsabschlusses, die Beschlussfassung über die Verwendung der Haushaltsmittel, die Antragstellung über die Verwendung der Mittel des Landesfeuerwehrfonds und – nach eingeholter Zustimmung der Landesregierung – die Ernennung der Ehrenmitglieder. Die Verbandsleitung besteht aus dem Verbandsvorsitzenden, seinem Stellvertreter, den Bezirksfeuerwehrinspektoren des Landes, je einem Vertreter der Ortsfeuerwehren der Bezirke Bludenz, Bregenz, Dornbirn und Feldkirch, einem Vertreter der Betriebsfeuerwehren des Landes, dem Vertreter der Vorarlberger Landesfeuerversicherungsanstalt und einem Vertreter von den übrigen im Lande tätigen Feuerversicherungsunternehmungen. Zu den Beratungen können erforderlichenfalls auch besondere Sachverständige beigezogen werden.
Der Verbandstag ist jährlich wenigstens einmal zur Kenntnisnahme von der Haushaltsgebarung und der Tätigkeit des Verbandes im abgelaufenen Jahr und zur Aussprache in Fragen des Feuerwehrwesens einzuberufen. Er besteht aus den Mitgliedern der Verbandsleitung und den Vertretern der Ortsfeuerwehren und der Betriebsfeuerwehren des Landes.
Der Landesfeuerwehrverband betreut heute 120 Orts- und 24 Betriebsfeuerwehren. Geschäftsführer des Landesfeuerwehrverbandes ist Günther Watzenegger. Das Amt des Schulleiters wird von Wolfgang Burtscher besetzt.

## Gliederung
Im Jahr 1969 wurde das Land Vorarlberg von ursprünglich drei in vier politische Bezirke aufgeteilt, sodass auch für den neuen Bezirk Dornbirn ein weiterer Bezirksfeuerwehrinspektor, nämlich Oskar Bösch aus Lustenau, der vorher Bezirksfeuerwehrinspektor des Bezirkes Feldkirch war, bestellt wurde.

### Bezirke und Abschnitte
- Bezirk Bludenz: A 10 Nenzing, A 11 Blumenegg, A 12 Schruns, A 13 Großwalsertal, A 14 Bludenz, A 15 Hochmontafon, A 16 Klostertal/Tannberg, A 17 Außermontafon
- Bezirk Bregenz: A 21 Rheindelta, A 22 Kleinwalsertal, A 23 Mittelwald, A 24 Vorderwald, A 25 Rotachtal, A 26 Bregenz, A 27 Bezegg, A 28 Hinterwald, A 29 Hofsteig, 30 Leiblachtal
- Bezirk Dornbirn: A 31 Dornbirn
- Bezirk Feldkirch: A 41 Kummenberg, A 42 Walgau, A 43 Montfort, A 44 Rankweil, A 45 Vorderland

## Tätigkeit
Nach der Wiederherstellung Vorarlbergs als selbständiges Bundesland, nahm 1946 die provisorische Verbandsleitung des neu errichteten Landesfeuerwehrverbandes Vorarlberg unter den schwierigsten Voraussetzungen die Lehrgangstätigkeit auf. Mit dieser Aufgabe wurde der Bludenzer Bezirksfeuerwehrinspektor Karl Ratt beauftragt. Im Mai 1946 wurden im Feuerwehrhaus Bludenz die ersten Maschinistenlehrgänge mit 63 Teilnehmern abgehalten. Die für die Ausbildung notwendigen Geräte, wie Tragkraftspritzen, Armaturen, Schlauchmaterial und Anhänger, stammten vorwiegend aus Wehrmachtsbeständen und von der Feuerwehr Bludenz. Als Lehr- und Speisesaal diente die kleine Glashalle in der Brauereigaststätte Fohrenburg. Für das leibliche Wohl der Lehrgangsteilnehmer sorgte Mitzi Ratt, die Gattin des BFI Karl Ratt. Das Bezirksernährungsamt Bludenz stellte pro Lehrgang 10 kg Fleisch, 7,5 kg Nährmittel, 10 Dosen Sardinen, 2 kg Kaffee-Ersatz, 2,5 kg Zucker und 100 kg Kartoffeln für die Küche zur Verfügung und jeder Lehrgangsteilnehmer musste seine Lebensmittelkarte für 1 kg Brot, 100 g Fleisch, 100 g Nährmittel und 60 g Fett mitbringen. Selbstversorger, die nicht im Bezug von Lebensmittelkarten waren, mussten Kartoffeln und falls vorhanden, Mehl und Eier mitbringen. Als Schlafmöglichkeit dienten Luftschutzbetten mit Strohsäcken, die im Dachraum des Feuerwehrhauses aufgestellt waren. Jeder Lehrgangsteilnehmer musste Leintuch, Kopfkissen, Wolldecke und Handtuch selbst mitbringen. Nach dem Abzug der französischen Soldaten Ende 1953 wurde der von diesen im Feuerwehrhaus Bludenz benutzte Raum über der Fahrzeuggarage zu einem Schulungs- und Speiseraum umgebaut und zusätzlich eine kleine Küche hergerichtet. Die Nächtigung der Lehrgangsteilnehmer erfolgte in Privathäusern der Umgebung. Um die Ausbildungstätigkeit zu verbessern erfolgte nach Beendigung der Lehrgänge im Mai 1962 ein weiterer Umbau. Der vorhandene Lehrsaal wurde für einen besseren Schulbetrieb entsprechend eingerichtet. Komplett neu gebaut wurden ein Speisesaal für 80 Personen, eine leistungsfähige Küche, ein Lehrmittelraum, eine Bekleidungskammer, ein Waschraum mit WC-Anlagen und ein Büro. Am 16. März 1964 konnte LFI Josef Mittempergher die neue Landesfeuerwehrschule der Bestimmung übergeben. Im Herbst 1979 endete die Ausbildungstätigkeit in der Alpenstadt Bludenz, nachdem ein neuerlicher Um- und Zubau des Feuerwehrhauses für die Ortsfeuerwehr Bludenz erfolgte. In den über 32 Jahren – von 1946 bis 1979 – wurden in Bludenz 434 Lehrgänge mit insgesamt 14.307 Lehrgangsteilnehmern, hiervon 12.964 Feuerwehrmänner und 1.343 Personen, die keiner Feuerwehr angehörten, abgehalten.
Die Fortsetzung der Lehrgangstätigkeit erfolgte nun am Standort des Landesfeuerwehrverbandes in Feldkirch, Fidelisstraße 2. In einem angemieteten Saal von der Stadt Feldkirch fand der theoretische Unterricht statt. Die praktische Ausbildung erfolgte auf dem Sportplatz Oberau in Gisingen, Zugs- und Einsatzleiterübungen an Objekten in Tosters und rund um die Wallfahrtskirche St. Corneli. Die Verpflegung der Lehrgangsteilnehmer erfolgte im Hotel „Bären“ in Feldkirch und für die Nächtigung stand die Jugendherberge in Gisingen zur Verfügung. Eine Notlösung, bei der viel Improvisationsgeschick notwendig war. Von 1980 bis 1984 fanden hier 126 Lehrgänge mit insgesamt 4.009 Lehrgangsteilnehmern statt.
Die immer größer werdenden Nachfragen der Feuerwehren zur Fortbildung, bedingt durch die technische Entwicklung und Vielfältigkeit der Anforderungen an die Einsatzkräfte, führten bei der Verbandsleitung zum Schluss, dass der Bau einer neuen Landesfeuerwehrschule unumgänglich sei. Nach zweijähriger Bauzeit und zehnjährigen, harten Bemühungen des damaligen Landesfeuerwehrinspektors Erwin Wiederin konnte am 22. Juni 1985 die neue Landesfeuerwehrschule in Feldkirch-Altenstadt eingeweiht und durch Landeshauptmann Herbert Keßler an den Landesfeuerwehrverband Vorarlberg übergeben werden. Nach dem Grundsatz „Ausbildung ist Einsatzerfolg“ war und ist heute noch der Landesfeuerwehrverband bemüht, den Feuerwehrmännern in Lehrgängen entsprechend den vielfältigen Aufgaben eine vielseitige Ausbildung zu vermitteln. Optimal eingerichtete Lehrsäle mit entsprechender audiovisueller Einrichtung erlauben in kürzerer Zeit besser das nötige Wissen zu vermitteln. Nicht mehr wegzudenken ist die Übungshalle, das Brandhaus und seit 3. September 2009 eine neue Brandübungsanlage, wo Einsätze realistisch simuliert werden können. Durch die Aufteilung der Lehrgänge im Frühjahr und Herbst konnten zudem wesentlich mehr Teilnehmer aufgenommen werden. Darüber hinaus steht allen Feuerwehren auch außerhalb des Lehrgangsbetriebes eine Atemschutzübungsanlage zur Verfügung. Die Annahme der neuen Landesfeuerwehrschule und des neu ausgearbeiteten Schulungs- und Ausbildungsprogramms durch die Vorarlberger Wehrkameraden ist enorm. Von 1985 bis 1991 wurden in 630 Lehrgängen 48 verschiedene Lehrgangsarten angeboten und insgesamt 14.659 Lehrgangsteilnehmer (12.388 Feuerwehrmänner und 2.271 anderweitige) unterrichtet.
Im bereits erwähnten Gesetz über das Feuerpolizeiwesen im Lande Vorarlberg (Feuerpolizeiordnung, LGBl. 16/1949) ist geregelt, dass unbeschadet allfälliger Ersatzansprüche alle Aufwendungen, die für Maßnahmen und Einrichtungen nach diesem Gesetze notwendig werden, von der Gemeinde zu tragen sind, insbesondere die Kosten der Bekleidung und Ausrüstung der Ortsfeuerwehr. Zur Unterstützung der Gemeinden wurde vom Land Vorarlberg der Landesfeuerwehrfond eingerichtet und von der Landesregierung verwaltet. Über diese Mittel entscheidet die Landesregierung nach Anhörung des Landesfeuerwehrverbandes. Aus dem Landesfeuerwehrfond werden vor allem der Aufwand der Feuerwehrinspektoren und die erforderlichen Mittel des Landesfeuerwehrverbandes zur Durchführung seiner Aufgaben bestritten. Bis zu 20 % der jährlichen Zuflüsse in den Landesfeuerwehrfond können zur Unterstützung der in Ausübung ihres Dienstes an Leben oder Gesundheit zu Schaden gekommenen Feuerwehrmitglieder oder anderer zur Hilfeleistung in öffentlichen Notständen von der Behörde herangezogener und dabei verunglückter Personen und deren Hinterbliebenen verwendet werden. Weiters können an bedürftige Gemeinden Beihilfen für feuerpolizeiliche Aufwendungen gewährt werden, wenn diese vom Landesfeuerwehrverband als notwendig und zweckentsprechend bezeichnet werden.

## Brandverhütungsstelle Vorarlberg

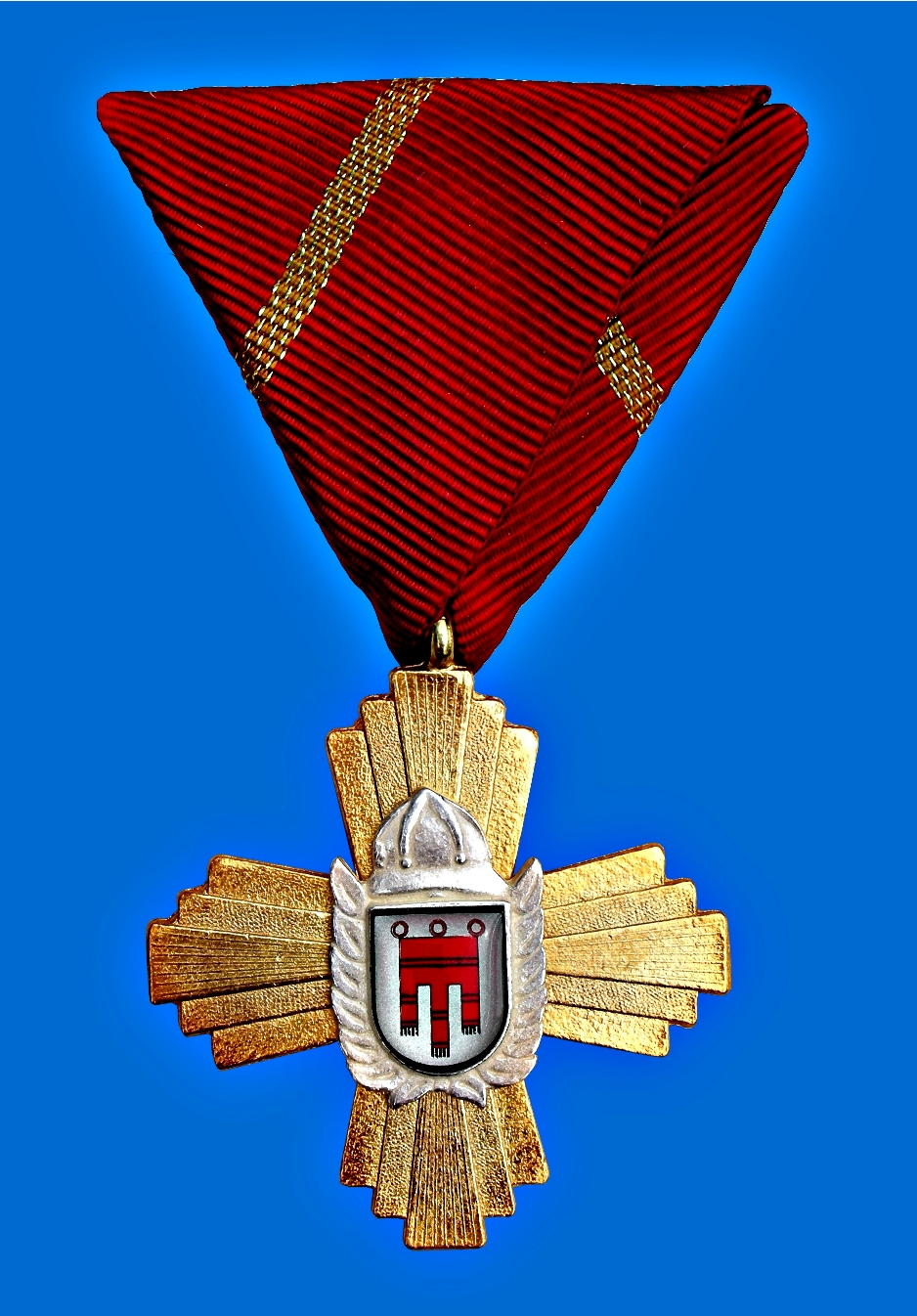
Verdienstkreuz in Gold des Landesfeuerwehrverbandes Vorarlberg

Die Brandverhütungsstelle Vorarlberg mit Sitz in Bregenz ist eine besondere Einrichtung des Landesfeuerwehrverbandes Vorarlberg zur Förderung der Brandverhütung. Die Rechtsgrundlagen finden sich im § 43 Abs. 2 der Feuerpolizeiordnung und im § 3 b) der Satzung des LFV Vorarlberg (Anlage IV zu LGBl. 17/1949). Im Jahr 1956 übertrug der LFI Josef Mittempergher dem Direktor der Landesfeuerversicherung Friedrich Guth die vielfältigen Aufgaben des vorbeugenden Brandschutzes. Weiters wurde Josef Fessler als technischer Sachbearbeiter in Dienst gestellt. Zu dessen Aufgabenbereich gehörte die Schulung und Kontrolle der Feuerbeschauorgane, Beratungen, Erstellung von Gutachten und die Mitwirkung bei der Ermittlung von Brandursachen. Mitte 1956 wurde die Tätigkeit im Büro der Landesfeuerversicherung in Bregenz aufgenommen. Ab diesem Zeitpunkt finden in regelmäßigen Abständen Feuerbeschauen durch Sachverständige der Brandverhütungsstelle und der Gemeinden statt. Für Feuerbeschauorgane wurden an der Landesfeuerwehrschule Lehrgänge abgehalten.

## Verdienstkreuz
Die Verbandsleitung hat in der 42. Verbandssitzung am 25. März 1977 für besondere Verdienste im Feuerwehrwesen das „Verdienstkreuz des Landesfeuerwehrverbandes Vorarlberg“ geschaffen. Es wird in den drei Stufen „Bronze“, „Silber“ und „Gold“ verliehen. Das Verdienstkreuz ist ein Vierbalkenkreuz mit einer diagonalen Größe von 40 mm, in dessen Mitte das Vorarlberger Landeswappen, umgeben von einem Lorbeerkranz, und ein silbernfarbiger Feuerwehrhelm, aufgesetzt ist. Das Kreuz wird an einem dreieckigen, gefalteten Band, mit je nach Stufe 4 mm breitem Streifen in Bronze, Silber oder Gold, an der linken Brustseite getragen.

## Vorsitzende
- Josef Mittempergher (1903–1966), Landesfeuerwehrinspektor von 1945–1966
- Erwin Wiederin (1927–2015), Landesfeuerwehrinspektor von 1966–1991
- Willi Gorbach (1939–1994), Landesfeuerwehrinspektor von 1991–1994
- Ulrich Welte (* 1944), Landesfeuerwehrinspektor von 1994–2006
- Hubert Vetter (* 1958), Landesfeuerwehrinspektor 2006–2021
- Herbert Österle, Landesfeuerwehrinspektor ab April 2021[15]

## Auszeichnungen
- 2018: Recognised for Excellence 3* der der Quality Austria und der EFQM (European Foundation for Quality Management) als einziger Landesverband[16]